# Campeonato Europeo de Natación en Aguas Abiertas de 2016
El VII Campeonato Europeo de Natación en Aguas Abiertas se celebró en Hoorn (Países Bajos) entre el 10 y el 14 de julio de 2016 bajo la organización de la Liga Europea de Natación (LEN) y la Real Federación Neerlandesa de Natación.
Las competiciones se realizaron en el puerto de la ciudad neerlandesa.

## Resultados

### Masculino
| Evento        | Oro                                       | Plata                               | Bronce                                 |
| ------------- | ----------------------------------------- | ----------------------------------- | -------------------------------------- |
| 5 km (12.07)  | Kiril Abrosimov · Rusia · 54:34,3         | Federico Vanelli · Italia · 54:54,4 | Caleb Hughes Reino Unido 55:06,1       |
| 10 km (10.07) | Ferry Weertman · Países Bajos · 1:55:20,6 | Jack Burnell Reino Unido 1:55:21,2  | Marc-Antoine Olivier Francia 1:55:21,6 |
| 25 km (14.07) | Axel Reymond Francia 5:02:22,0            | Matteo Furlan · Italia · 5:06:07,5  | Edoardo Stochino · Italia · 5:09:19,4  |

### Femenino
| Evento        | Oro                                                           | Plata                              | Bronce                                         |
| ------------- | ------------------------------------------------------------- | ---------------------------------- | ---------------------------------------------- |
| 5 km (12.07)  | Danielle Huskisson Reino Unido 59:46,1                        | Finnia Wunram · Alemania · 59:52,4 | Sharon van Rouwendaal · Países Bajos · 59:54,9 |
| 10 km (10.07) | Rachele Bruni · Italia · Aurélie Muller · Francia · 2:07:00,1 | —                                  | Arianna Bridi · Italia · 2:07:03,6             |
| 25 km (14.07) | Martina Grimaldi · Italia · 5:26:47,8                         | Olga Kozydub · Rusia · 5:26:49,8   | Caroline Jouisse Francia 5:26:50,5             |

### Mixto
| Evento                   | Oro                                                                  | Plata                                                                  | Bronce                                                        |
| ------------------------ | -------------------------------------------------------------------- | ---------------------------------------------------------------------- | ------------------------------------------------------------- |
| 5 km por equipos (13.07) | Italia · Rachele Bruni · Simone Ruffini · Federico Vanelli · 55:59,3 | Alemania · Finnia Wunram · Rob Muffels · Andreas Waschburger · 56:37,0 | Hungría · Éva Risztov · Márk Papp · Dániel Székelyi · 56:42,6 |

## Medallero
| Núm. | País         | Oro | Plata | Bronce | Total |
| ---- | ------------ | --- | ----- | ------ | ----- |
| 1    | Italia       | 3   | 2     | 2      | 7     |
| 2    | Francia      | 2   | 0     | 2      | 4     |
| 3    | Reino Unido  | 1   | 1     | 1      | 3     |
| 4    | Rusia        | 1   | 1     | 0      | 2     |
| 5    | Países Bajos | 1   | 0     | 1      | 2     |
| 6    | Alemania     | 0   | 2     | 0      | 2     |
| 7    | Hungría      | 0   | 0     | 1      | 1     |
|      | TOTAL        | 8   | 6     | 7      | 21    |